# Thladiantha cordifolia
Thladiantha cordifolia är en gurkväxtart som först beskrevs av Carl Ludwig von Blume, och fick sitt nu gällande namn av Célestin Alfred Cogniaux. Thladiantha cordifolia ingår i släktet berggurkor, och familjen gurkväxter. Inga underarter finns listade i Catalogue of Life.